# Élections législatives de 2012 dans le Nord
Les élections législatives françaises de 2012 se déroulent les 10 juin 2012 et 17 juin 2012. Dans le département du Nord, 21 députés sont à élire dans le cadre de 21 circonscriptions, soit trois de moins que lors des législatures précédentes, en raison du redécoupage électoral.

## Élus
| Circonscription | Député sortant                                  | Parti | Parti    | Groupe   | Député élu ou réélu     | Parti          | Parti          | Groupe         |
| --------------- | ----------------------------------------------- | ----- | -------- | -------- | ----------------------- | -------------- | -------------- | -------------- |
| 1re             | Bernard Roman                                   |       | PS       | SRC      | Bernard Roman           |                | PS             | SRC            |
| 2e              | Bernard Derosier                                |       | PS       | SRC      | Audrey Linkenheld       |                | PS             | SRC            |
| 3e              | Alain Cacheux                                   |       | PS       | SRC      | Rémi Pauvros            |                | PS             | SRC            |
| 4e              | Marc-Philippe Daubresse                         |       | UMP      | UMP      | Marc-Philippe Daubresse |                | UMP            | UMP            |
| 5e              | Sébastien Huyghe                                |       | UMP      | UMP      | Sébastien Huyghe        |                | UMP            | UMP            |
| 6e              | Thierry Lazaro                                  |       | UMP      | UMP      | Thierry Lazaro          |                | UMP            | UMP            |
| 7e              | Francis Vercamer                                |       | NC       | NC       | Francis Vercamer        |                | NC             | UDI            |
| 8e              | Dominique Baert                                 |       | PS       | SRC      | Dominique Baert         |                | DVG            | SRC            |
| 9e              | Bernard Gérard                                  |       | UMP      | UMP      | Bernard Gérard          |                | UMP            | UMP            |
| 10e             | Christian Vanneste                              |       | app. UMP | UMP      | Gérald Darmanin         |                | UMP            | UMP            |
| 11e             | Yves Durand                                     |       | PS       | SRC      | Yves Durand             |                | PS             | SRC            |
| 12e             | Christian Hutin                                 |       | MRC      | app. SRC | Christian Bataille      |                | PS             | SRC            |
| 13e             | Michel Delebarre                                |       | PS       | SRC      | Christian Hutin         |                | MRC            | app. SRC       |
| 14e             | Jean-Pierre Decool                              |       | UMP      | app. UMP | Jean-Pierre Decool      |                | UMP            | app. UMP       |
| 15e             | Françoise Hostalier                             |       | UMP      | UMP      | Jean-Pierre Allossery   |                | PS             | SRC            |
| 16e             | Jean-Jacques Candelier                          |       | PCF      | GDR      | Jean-Jacques Candelier  |                | FG (PCF)       | GDR            |
| 17e             | Marc Dolez                                      |       | PG       | GDR      | Marc Dolez              |                | FG (PG)        | GDR            |
| 18e             | François-Xavier Villain                         |       | DLR      | NI       | François-Xavier Villain |                | DLR            | UDI            |
| 19e             | Marie-Claude Marchand suppléante de Patrick Roy |       | PS       | SRC      | Anne-Lise Dufour-Tonini |                | PS             | SRC            |
| 20e             | Alain Bocquet                                   |       | PCF      | GDR      | Alain Bocquet           |                | FG (PCF)       | GDR            |
| 21e             | Jean-Louis Borloo                               |       | app. UMP | UMP      | Jean-Louis Borloo       |                | PRV            | UDI            |
| 22e             | Christian Bataille                              |       | PS       | SRC      | Siège supprimé          | Siège supprimé | Siège supprimé | Siège supprimé |
| 23e             | Christine Marin                                 |       | UMP      | UMP      | Siège supprimé          | Siège supprimé | Siège supprimé | Siège supprimé |
| 24e             | Jean-Luc Pérat                                  |       | PS       | SRC      | Siège supprimé          | Siège supprimé | Siège supprimé | Siège supprimé |

## Impact du redécoupage territorial
La disparition des 22e (en fait, de la 12e), 23e (en fait, de la 3e) et 24e, entraîne la réorganisation de quatorze circonscriptions, quatre autres étant ajustées deux à deux. Les cantons de l'ancienne 3e sont dispersés comme suit : le canton de Lille-Nord est ajouté à la 4e ; celui de Lille-Nord-Est est ajouté à la 9e (à l'exception de Mons-en-Barœul, rattaché à la 2e) ; celui de Lille-Centre est ajouté à la 1re, laquelle perd Lille Sud-Ouest au profit de la 11e, qui donne le canton de La Bassée à la 5e, laquelle envoie Loos à la 1re. Pour l'ancienne 12e, le canton de Dunkerque-Ouest est repris en intégralité par la 13e, de même que le canton de Grande-Synthe ; le canton de Gravelines, de même que le canton de Dunkerque-Est (issu de la 13e), est repris par le 14e, laquelle perd les cantons de Cassel et Steenvoorde au profit de la 15e. La nouvelle 3e reprend l'ancienne 23e plus les cantons d'Avesnes-sur-Helpe-Nord, de Solre-le-Château et de Trélon ; la nouvelle 12e reprend l'ancienne 22e (à l'exception du canton du Cateau-Cambrésis, rattaché à la 18e), à quoi s'ajoutent les cantons d'Avesnes-sur-Helpe-Sud, de Hautmont et de Landrecies. On note enfin un échange entre les 16e et 17e, respectivement d'une partie de Douai Nord-Est et de Sin-le-Noble et Waziers ; ainsi qu'entre les 20e et 21e, respectivement de Valenciennes Nord (sauf Valenciennes) et de Vieux-Condé.

### Carte des circonscriptions
| \| v · d · m 1re 2e 3e 4e 5e 6e 7e 8e 9e 10e 11e 12e 13e 14e 15e 16e 17e 18e 19e 20e 21e \| Répartition des circonscriptions du Nord à la suite du découpage de 2010 |
| 1re 2e 3e 4e 5e 6e 7e 8e 9e 10e 11e 12e 13e 14e 15e 16e 17e 18e 19e 20e 21e                                                                                          |

## Positionnement des partis
- L'accord PS-EELV est en vigueur sur le département du Nord, le PS soutient un candidat EELV dans deux circonscriptions, la 8e où il soutient Slimane Tir et la 21e où il soutient Sandrine Rousseau. Par ailleurs, EELV ne présente aucun candidat sur la 7e circonscription et soutient la socialiste Marjolaine Pierrat-Feraille pour barrer la route à un potentiel 2e tour UMP-FN[2].
- Le PS soutient le candidat PRG Jacques Mutez sur la 9e circonscription et le député sortant MRC Christian Hutin sur la 13e circonscription[3].
- L'UMP a présenté ses candidats le 13 décembre 2011[4] et est présent sur toutes les circonscriptions, il soutient aussi des candidats PR et CPNT.
- EELV a scellé une alliance avec le MEI le 19 décembre 2011[5]. En vertu de cet accord, le MEI soutient EELV dans 17 circonscriptions. En contrepartie, EELV soutient les candidats MEI dans trois circonscriptions, les 5e, 16e et 20e circonscriptions.

## Résultats

### Résultats à l'échelle du département
| Parti          | Parti                                            | Premier tour | Premier tour | Second tour | Second tour | Sièges |
| Parti          | Parti                                            | Voix         | %            | Voix        | %           | Sièges |
| -------------- | ------------------------------------------------ | ------------ | ------------ | ----------- | ----------- | ------ |
|                | Parti socialiste                                 | 254 300      | 26,46        | 319 845     | 37,86       | 7      |
|                | Divers gauche dont MRC                           | 44 788       | 4,66         | 46 984      | 5,56        | 2      |
|                | Europe Écologie Les Verts                        | 34 307       | 3,57         | 7 919       | 0,94        | 0      |
|                | Parti radical de gauche                          | 11 848       | 1,23         | 16 718      | 1,98        | 0      |
|                | Majorité présidentielle                          | 345 243      | 35,93        | 391 466     | 46,34       | 9      |
|                |                                                  |              |              |             |             |        |
|                | Union pour un mouvement populaire                | 200 956      | 20,91        | 203 284     | 24,06       | 6      |
|                | Nouveau centre                                   | 35 163       | 3,66         | 37 927      | 4,49        | 1      |
|                | Divers droite dont DLR et PCD                    | 34 918       | 3,63         | 54 584      | 6,46        | 1      |
|                | Parti radical                                    | 29 780       | 3,10         | 22 959      | 2,72        | 1      |
|                | Alliance centriste                               | 2            | 0,00         |             |             | 0      |
|                | Droite parlementaire                             | 300 819      | 31,30        | 318 754     | 37,73       | 9      |
|                |                                                  |              |              |             |             |        |
|                | Front national                                   | 162 240      | 16,88        | 48 416      | 5,73        | 0      |
|                | Front de gauche                                  | 115 569      | 12,03        | 86 152      | 10,20       | 3      |
|                | Extrême gauche dont LO, NPA et POI               | 11 215       | 1,17         |             |             | 0      |
|                | Divers écologiste dont LT-LNÉ, MÉI, Cap21 et AÉI | 10 364       | 1,08         | 0           |             |        |
|                | Mouvement démocrate                              | 9 539        | 0,99         | 0           |             |        |
|                | Extrême droite                                   | 3 186        | 0,33         | 0           |             |        |
|                | Divers                                           | 2 786        | 0,29         | 0           |             |        |
|                |                                                  |              |              |             |             |        |
| Inscrits       | Inscrits                                         | 1 794 036    | 100,00       | 1 794 015   | 100,00      | 21     |
| Abstentions    | Abstentions                                      | 817 870      | 45,59        | 894 988     | 49,89       |        |
| Votants        | Votants                                          | 976 166      | 54,41        | 899 027     | 50,11       |        |
| Blancs et nuls | Blancs et nuls                                   | 15 205       | 1,56         | 54 239      | 6,03        |        |
| Exprimés       | Exprimés                                         | 960 961      | 98,44        | 844 788     | 93,97       |        |

### Résultats par circonscription

#### Première circonscription (Lille-Centre)
| Candidat       | Candidat                    | Parti                    | Premier tour | Premier tour | Second tour | Second tour |  |
| Candidat       | Candidat                    | Parti                    | Voix         | %            | Voix        | %           |  |
| -------------- | --------------------------- | ------------------------ | ------------ | ------------ | ----------- | ----------- |  |
|                | Bernard Roman sortant réélu | PS                       | 12 313       | 41,68        | 17 390      | 64,94       |  |
|                | Hervé-Marie Morelle         | UMP (CNIP)               | 6 384        | 21,61        | 9 388       | 35,06       |  |
|                | Éric Dillies                | RBM (FN)                 | 3 980        | 13,47        |             |             |  |
|                | Joseph Demeulemeester       | FG (PCF) (Divers gauche) | 2 423        | 8,20         |             |             |  |
|                | Élise Jeanne                | EÉLV (MÉI)               | 1 960        | 6,63         |             |             |  |
|                | Yves Delahaie               | CpF (MoDem)              | 833          | 2,82         |             |             |  |
|                | Brigitte Mauroy             | LGM                      | 427          | 1,45         |             |             |  |
|                | Alessandro di Giuseppe      | ETSC                     | 382          | 1,29         |             |             |  |
|                | Chantal Pote                | LT-LNÉ                   | 318          | 1,08         |             |             |  |
|                | Jan Pauwels                 | NPA                      | 186          | 0,63         |             |             |  |
|                | Nicole Baudrin              | LO                       | 164          | 0,56         |             |             |  |
|                | Yves Gernigon               | PFE                      | 87           | 0,29         |             |             |  |
|                | Sébastien Périmony          | S&P                      | 71           | 0,24         |             |             |  |
|                | Tristan Duval               | PPLD                     | 17           | 0,06         |             |             |  |
|                |                             |                          |              |              |             |             |  |
| Inscrits       | Inscrits                    | Inscrits                 | 60 531       | 100,00       | 60 531      | 100,00      |  |
| Abstentions    | Abstentions                 | Abstentions              | 30 601       | 50,55        | 32 723      | 54,06       |  |
| Votants        | Votants                     | Votants                  | 29 930       | 49,45        | 27 808      | 45,94       |  |
| Blancs et nuls | Blancs et nuls              | Blancs et nuls           | 385          | 1,29         | 1 030       | 3,7         |  |
| Exprimés       | Exprimés                    | Exprimés                 | 29 545       | 98,71        | 26 778      | 96,3        |  |

#### Deuxième circonscription (Villeneuve-d'Ascq)
| Candidat       | Candidat                      | Parti          | Premier tour | Premier tour | Second tour | Second tour |  |
| Candidat       | Candidat                      | Parti          | Voix         | %            | Voix        | %           |  |
| -------------- | ----------------------------- | -------------- | ------------ | ------------ | ----------- | ----------- |  |
|                | Audrey Linkenheld élue        | PS             | 18 385       | 40,44        | 27 225      | 64,69       |  |
|                | Caroline Vannier              | UMP            | 9 238        | 20,32        | 14 858      | 35,31       |  |
|                | Thérèse Lesaffre              | RBM (FN)       | 6 542        | 14,39        |             |             |  |
|                | Ugo Bernalicis                | FG (PG) (PCF)  | 4 031        | 8,87         |             |             |  |
|                | Éric Quiquet                  | EÉLV (MÉI)     | 3 382        | 7,44         |             |             |  |
|                | Christian Carnois             | CpF (MoDem)    | 1 753        | 3,86         |             |             |  |
|                | Hamid Boujnane                | NC             | 405          | 0,89         |             |             |  |
|                | Jean-Claude Laigle            | AÉI            | 388          | 0,85         |             |             |  |
|                | Jeferson Starlens             | Pirate         | 381          | 0,84         |             |             |  |
|                | Pascale Rougée                | LO             | 371          | 0,82         |             |             |  |
|                | Damien Scali                  | NPA            | 244          | 0,54         |             |             |  |
|                | Mohamed-Ali Ben Mansour       | S&P            | 218          | 0,48         |             |             |  |
|                | Thibaut Vayron de la Moureyre | PFE            | 80           | 0,18         |             |             |  |
|                | Christine Poilly              | PPLD           | 44           | 0,10         |             |             |  |
|                |                               |                |              |              |             |             |  |
| Inscrits       | Inscrits                      | Inscrits       | 87 326       | 100,00       | 87 326      | 100,00      |  |
| Abstentions    | Abstentions                   | Abstentions    | 41 165       | 47,14        | 43 583      | 49,91       |  |
| Votants        | Votants                       | Votants        | 46 161       | 52,86        | 43 743      | 50,09       |  |
| Blancs et nuls | Blancs et nuls                | Blancs et nuls | 699          | 1,51         | 1 660       | 3,79        |  |
| Exprimés       | Exprimés                      | Exprimés       | 45 462       | 98,49        | 42 083      | 96,21       |  |

La circonscription a été redécoupée. Il y a trois députés sortants :  Bernard Derosier (PS), pour la plus grande part de la  circonscription, Alain Cacheux (PS) candidat dans la 5e circonscription et Bernard Roman (PS) candidat dans la 1re circonscription.

#### Troisième circonscription (Maubeuge)
| Candidat       | Candidat                | Parti            | Premier tour | Premier tour | Second tour | Second tour |  |
| Candidat       | Candidat                | Parti            | Voix         | %            | Voix        | %           |  |
| -------------- | ----------------------- | ---------------- | ------------ | ------------ | ----------- | ----------- |  |
|                | Rémi Pauvros élu        | PS               | 13 158       | 26,22        | 23 533      | 52,18       |  |
|                | Christine Marin sortant | UMP              | 12 189       | 24,29        | 21 569      | 47,82       |  |
|                | Jean-Luc Pérat sortant  | diss. PS         | 9 683        | 19,30        |             |             |  |
|                | Louis-Armand de Bejarry | RBM (FN)         | 9 321        | 18,57        |             |             |  |
|                | Fatiha Kacimi           | FG (PCF)         | 3 069        | 6,12         |             |             |  |
|                | Richard Meunier         | CpF (MoDem)      | 644          | 1,28         |             |             |  |
|                | Dominique Slabolepszy   | PDF              | 574          | 1,14         |             |             |  |
|                | Dominique Labis         | EÉLV (MHAN, MÉI) | 511          | 1,02         |             |             |  |
|                | Marie-Claude Rondeaux   | LO               | 381          | 0,76         |             |             |  |
|                | Julie Lescieux          | AÉI              | 238          | 0,47         |             |             |  |
|                | Ghislaine Baudin        | POI              | 215          | 0,43         |             |             |  |
|                | Marie-France Poule      | NPA              | 200          | 0,40         |             |             |  |
|                |                         |                  |              |              |             |             |  |
| Inscrits       | Inscrits                | Inscrits         | 96 585       | 100,00       | 96 578      | 100,00      |  |
| Abstentions    | Abstentions             | Abstentions      | 45 633       | 47,25        | 48 705      | 50,43       |  |
| Votants        | Votants                 | Votants          | 50 952       | 52,75        | 47 873      | 49,57       |  |
| Blancs et nuls | Blancs et nuls          | Blancs et nuls   | 769          | 1,51         | 2 771       | 5,79        |  |
| Exprimés       | Exprimés                | Exprimés         | 50 183       | 98,49        | 45 102      | 94,21       |  |

#### Quatrième circonscription (Lille-Nord)
| Candidat       | Candidat                              | Parti                         | Premier tour | Premier tour | Second tour | Second tour |  |
| Candidat       | Candidat                              | Parti                         | Voix         | %            | Voix        | %           |  |
| -------------- | ------------------------------------- | ----------------------------- | ------------ | ------------ | ----------- | ----------- |  |
|                | Marc-Philippe Daubresse sortant réélu | UMP                           | 22 012       | 41,79        | 26 623      | 53,31       |  |
|                | Hélène Parra                          | PS                            | 17 250       | 32,75        | 23 316      | 46,69       |  |
|                | Stéphanie Koca                        | RBM (FN)                      | 6 699        | 12,72        |             |             |  |
|                | Édith Gabrelle                        | FG (PCF)                      | 2 542        | 4,83         |             |             |  |
|                | Vinciane Faber                        | EÉLV (MÉI)                    | 2 102        | 3,99         |             |             |  |
|                | Valérie Dupont                        | LT-LNÉ                        | 684          | 1,30         |             |             |  |
|                | Victoire Willerval                    | DLR                           | 627          | 1,19         |             |             |  |
|                | Nathalie Baudrin                      | LO                            | 317          | 0,60         |             |             |  |
|                | Juliette Perrot                       | NPA                           | 233          | 0,44         |             |             |  |
|                | Thomas Gueyraud                       | Divers (Mouvement anti-radar) | 141          | 0,27         |             |             |  |
|                | Gémila Bourabaa                       | LFA                           | 61           | 0,12         |             |             |  |
|                |                                       |                               |              |              |             |             |  |
| Inscrits       | Inscrits                              | Inscrits                      | 97 182       | 100,00       | 97 181      | 100,00      |  |
| Abstentions    | Abstentions                           | Abstentions                   | 43 766       | 45,04        | 45 816      | 47,15       |  |
| Votants        | Votants                               | Votants                       | 53 416       | 54,96        | 51 365      | 52,85       |  |
| Blancs et nuls | Blancs et nuls                        | Blancs et nuls                | 748          | 1,4          | 1 426       | 2,78        |  |
| Exprimés       | Exprimés                              | Exprimés                      | 52 668       | 98,6         | 49 939      | 97,22       |  |

#### Cinquième circonscription (Seclin)
| Candidat       | Candidat                       | Parti                    | Premier tour | Premier tour | Second tour | Second tour |  |
| Candidat       | Candidat                       | Parti                    | Voix         | %            | Voix        | %           |  |
| -------------- | ------------------------------ | ------------------------ | ------------ | ------------ | ----------- | ----------- |  |
|                | Sébastien Huyghe sortant réélu | UMP                      | 19 885       | 35,66        | 27 131      | 51,43       |  |
|                | Alain Cacheux sortant          | PS                       | 18 354       | 32,92        | 25 626      | 48,57       |  |
|                | Serge Cattelin                 | RBM (FN)                 | 8 851        | 15,87        |             |             |  |
|                | Bernard Debreu                 | FG (PCF) (Divers gauche) | 5 486        | 9,84         |             |             |  |
|                | Francine Herbaut-Dhauptin      | MÉI (EÉLV)               | 1 087        | 1,95         |             |             |  |
|                | Jacqueline Montagne            | LT-LNÉ                   | 598          | 1,07         |             |             |  |
|                | Jean-Luc Lemoine               | DLR                      | 487          | 0,87         |             |             |  |
|                | Xavier Lapierre                | LO                       | 358          | 0,64         |             |             |  |
|                | Sophie Vernier de Byans        | AÉI                      | 342          | 0,61         |             |             |  |
|                | Pascale Montel                 | NPA                      | 307          | 0,55         |             |             |  |
|                |                                |                          |              |              |             |             |  |
| Inscrits       | Inscrits                       | Inscrits                 | 96 489       | 100,00       | 96 486      | 100,00      |  |
| Abstentions    | Abstentions                    | Abstentions              | 39 846       | 41,3         | 41 680      | 43,2        |  |
| Votants        | Votants                        | Votants                  | 56 643       | 58,7         | 54 806      | 56,8        |  |
| Blancs et nuls | Blancs et nuls                 | Blancs et nuls           | 888          | 1,57         | 2 049       | 3,74        |  |
| Exprimés       | Exprimés                       | Exprimés                 | 55 755       | 98,43        | 52 757      | 96,26       |  |

#### Sixième circonscription (Orchies)
| Candidat       | Candidat                     | Parti                          | Premier tour | Premier tour | Second tour | Second tour |  |
| Candidat       | Candidat                     | Parti                          | Voix         | %            | Voix        | %           |  |
| -------------- | ---------------------------- | ------------------------------ | ------------ | ------------ | ----------- | ----------- |  |
|                | Thierry Lazaro sortant réélu | Divers droite (UMP)            | 17 165       | 33,02        | 27 050      | 54,98       |  |
|                | Angélique Deffontaine        | PS                             | 15 979       | 30,74        | 22 148      | 45,02       |  |
|                | Annie Lemahieu               | RBM (FN)                       | 7 559        | 14,54        |             |             |  |
|                | Luc Monnet                   | Divers droite                  | 6 155        | 11,84        |             |             |  |
|                | Nadine Savary                | FG (PCF) (PG)                  | 2 657        | 5,11         |             |             |  |
|                | Maryse Faber-Rossi           | EÉLV (MÉI)                     | 1 275        | 2,45         |             |             |  |
|                | François-Xavier Catteau      | Cap21                          | 440          | 0,85         |             |             |  |
|                | Laetitia Salomon             | AÉI                            | 346          | 0,67         |             |             |  |
|                | Sarah-Louise Sardou          | NPA                            | 209          | 0,40         |             |             |  |
|                | Luc Dubois                   | LO                             | 202          | 0,39         |             |             |  |
|                | Rémi Lefebvre                | Divers (Mouvement anti-radars) | 0            | 0,00         |             |             |  |
|                |                              |                                |              |              |             |             |  |
| Inscrits       | Inscrits                     | Inscrits                       | 84 774       | 100,00       | 84 777      | 100,00      |  |
| Abstentions    | Abstentions                  | Abstentions                    | 32 083       | 37,85        | 33 926      | 40,02       |  |
| Votants        | Votants                      | Votants                        | 52 691       | 62,15        | 50 851      | 59,98       |  |
| Blancs et nuls | Blancs et nuls               | Blancs et nuls                 | 704          | 1,34         | 1 653       | 3,25        |  |
| Exprimés       | Exprimés                     | Exprimés                       | 51 987       | 98,66        | 49 198      | 96,75       |  |

#### Septième circonscription (Roubaix-Sud)
| Candidat       | Candidat                       | Parti               | Premier tour | Premier tour | Second tour | Second tour |  |
| Candidat       | Candidat                       | Parti               | Voix         | %            | Voix        | %           |  |
| -------------- | ------------------------------ | ------------------- | ------------ | ------------ | ----------- | ----------- |  |
|                | Francis Vercamer sortant réélu | NC (UMP)            | 15 297       | 40,71        | 19 606      | 55,07       |  |
|                | Marjolaine Pierrat-Feraille    | PS (EÉLV, PRG, MRC) | 12 226       | 32,53        | 15 994      | 44,93       |  |
|                | Gianni Meli                    | RBM (FN)            | 5 867        | 15,61        |             |             |  |
|                | Isabelle Vanspeybroeck         | FG (Divers gauche)  | 1 857        | 4,94         |             |             |  |
|                | Georges Duval                  | CpF (MoDem)         | 729          | 1,94         |             |             |  |
|                | Claudine Debove                | LT-LNÉ              | 545          | 1,45         |             |             |  |
|                | Isabelle Colas                 | AÉI                 | 360          | 0,96         |             |             |  |
|                | Sylvane Verdonck               | Divers              | 285          | 0,76         |             |             |  |
|                | Sabine Ryelandt                | LO                  | 243          | 0,65         |             |             |  |
|                | Julie Vautravers               | NPA                 | 171          | 0,46         |             |             |  |
|                |                                |                     |              |              |             |             |  |
| Inscrits       | Inscrits                       | Inscrits            | 72 159       | 100,00       | 72 159      | 100,00      |  |
| Abstentions    | Abstentions                    | Abstentions         | 34 051       | 47,19        | 35 528      | 49,24       |  |
| Votants        | Votants                        | Votants             | 38 108       | 52,81        | 36 631      | 50,76       |  |
| Blancs et nuls | Blancs et nuls                 | Blancs et nuls      | 528          | 1,39         | 1 031       | 2,81        |  |
| Exprimés       | Exprimés                       | Exprimés            | 37 580       | 98,61        | 35 600      | 97,19       |  |

#### Huitième circonscription (Roubaix-Nord)
| Candidat       | Candidat                      | Parti                                        | Premier tour | Premier tour | Second tour | Second tour |  |
| Candidat       | Candidat                      | Parti                                        | Voix         | %            | Voix        | %           |  |
| -------------- | ----------------------------- | -------------------------------------------- | ------------ | ------------ | ----------- | ----------- |  |
|                | Dominique Baert sortant réélu | diss. PS                                     | 10 965       | 36,46        | 18 110      | 69,58       |  |
|                | Slimane Tir                   | EÉLV (PS, PRG, MÉI, MRC)                     | 6 436        | 21,40        | 7 919       | 30,42       |  |
|                | Françoise Coolzaet            | RBM (FN)                                     | 6 211        | 20,65        |             |             |  |
|                | Salima Saa                    | UMP (NC)                                     | 3 960        | 13,17        |             |             |  |
|                | Éric Mouveaux                 | FG (PCF)                                     | 1 490        | 4,95         |             |             |  |
|                | Françoise Delbarre            | LO                                           | 278          | 0,92         |             |             |  |
|                | Farah Gouasmi                 | PAS                                          | 217          | 0,72         |             |             |  |
|                | Sylvie Langlois               | Extrême droite (Front populaire solidariste) | 206          | 0,68         |             |             |  |
|                | Marc Dubrul                   | NPA                                          | 186          | 0,62         |             |             |  |
|                | Rachid Rizoug                 | URP                                          | 98           | 0,33         |             |             |  |
|                | Germain Barret                | MOC                                          | 27           | 0,09         |             |             |  |
|                |                               |                                              |              |              |             |             |  |
| Inscrits       | Inscrits                      | Inscrits                                     | 69 045       | 100,00       | 69 044      | 100,00      |  |
| Abstentions    | Abstentions                   | Abstentions                                  | 38 427       | 55,66        | 40 978      | 59,35       |  |
| Votants        | Votants                       | Votants                                      | 30 618       | 44,34        | 28 066      | 40,65       |  |
| Blancs et nuls | Blancs et nuls                | Blancs et nuls                               | 544          | 1,78         | 2 037       | 7,26        |  |
| Exprimés       | Exprimés                      | Exprimés                                     | 30 074       | 98,22        | 26 029      | 92,74       |  |

#### Neuvième circonscription (Tourcoing-Sud)
| Candidat       | Candidat                     | Parti             | Premier tour | Premier tour | Second tour | Second tour |  |
| Candidat       | Candidat                     | Parti             | Voix         | %            | Voix        | %           |  |
| -------------- | ---------------------------- | ----------------- | ------------ | ------------ | ----------- | ----------- |  |
|                | Bernard Gérard sortant réélu | UMP               | 22 282       | 47,71        | 26 377      | 61,21       |  |
|                | Jacques Mutez                | PRG (PS, MRC, GÉ) | 11 848       | 25,37        | 16 718      | 38,79       |  |
|                | Jean-François Bloc           | RBM (FN)          | 4 776        | 10,23        |             |             |  |
|                | Martine Roussel-Vanhée       | FG (PCF)          | 2 412        | 5,16         |             |             |  |
|                | Thérèse Kozlowski-Marescaux  | EÉLV (MÉI)        | 2 047        | 4,38         |             |             |  |
|                | Mariette Bontinck            | CpF (MoDem)       | 1 279        | 2,74         |             |             |  |
|                | Alain Dedryver               | PCD               | 393          | 0,84         |             |             |  |
|                | Simone Bonnave               | PDF               | 380          | 0,81         |             |             |  |
|                | Christine Landru             | DLR               | 357          | 0,76         |             |             |  |
|                | Farrouck Khanfar             | AÉI               | 336          | 0,72         |             |             |  |
|                | Jean-Philippe Vidal          | PRV               | 305          | 0,65         |             |             |  |
|                | Maryline Mouchoux            | LO                | 287          | 0,61         |             |             |  |
|                | Éric Pourchez                | URP               | 0            | 0,00         |             |             |  |
|                |                              |                   |              |              |             |             |  |
| Inscrits       | Inscrits                     | Inscrits          | 89 257       | 100,00       | 89 257      | 100,00      |  |
| Abstentions    | Abstentions                  | Abstentions       | 42 023       | 47,08        | 45 076      | 50,5        |  |
| Votants        | Votants                      | Votants           | 47 234       | 52,92        | 44 181      | 49,5        |  |
| Blancs et nuls | Blancs et nuls               | Blancs et nuls    | 532          | 1,13         | 1 086       | 2,46        |  |
| Exprimés       | Exprimés                     | Exprimés          | 46 702       | 98,87        | 43 095      | 97,54       |  |

#### Dixième circonscription (Tourcoing-Nord)
| Candidat       | Candidat                   | Parti          | Premier tour | Premier tour | Second tour | Second tour |  |
| Candidat       | Candidat                   | Parti          | Voix         | %            | Voix        | %           |  |
| -------------- | -------------------------- | -------------- | ------------ | ------------ | ----------- | ----------- |  |
|                | Zina Dahmani               | PS             | 11 550       | 30,77        | 16 100      | 45,12       |  |
|                | Gérald Darmanin élu        | UMP            | 9 355        | 24,93        | 19 585      | 54,88       |  |
|                | Jean-Richard Sulzer        | RBM (FN)       | 6 780        | 18,06        |             |             |  |
|                | Christian Vanneste sortant | RPF            | 4 922        | 13,11        |             |             |  |
|                | Dominique de Clercq Danel  | FG (PCF)       | 1 651        | 4,40         |             |             |  |
|                | Frédéric Lefebvre          | CpF (MoDem)    | 947          | 2,52         |             |             |  |
|                | Bernard Despierre          | EÉLV (MÉI)     | 908          | 2,42         |             |             |  |
|                | Maurice Hernoult           | LT-LNÉ         | 403          | 1,07         |             |             |  |
|                | Christophe Charlon         | LO             | 315          | 0,84         |             |             |  |
|                | Ahmed Cheurfi              | PRG            | 250          | 0,67         |             |             |  |
|                | Marie-Simone Poublon       | Divers gauche  | 161          | 0,43         |             |             |  |
|                | Philippe Clouet            | NPA            | 159          | 0,42         |             |             |  |
|                | Oueb Leuchi                | AÉI            | 131          | 0,35         |             |             |  |
|                |                            |                |              |              |             |             |  |
| Inscrits       | Inscrits                   | Inscrits       | 80 361       | 100,00       | 80 361      | 100,00      |  |
| Abstentions    | Abstentions                | Abstentions    | 42 220       | 52,54        | 43 049      | 53,57       |  |
| Votants        | Votants                    | Votants        | 38 141       | 47,46        | 37 312      | 46,43       |  |
| Blancs et nuls | Blancs et nuls             | Blancs et nuls | 609          | 1,6          | 1 627       | 4,36        |  |
| Exprimés       | Exprimés                   | Exprimés       | 37 532       | 98,4         | 35 685      | 95,64       |  |

Après avoir refusé de réintégrer Christian Vanneste, l'UMP décide de donner l'investiture à Gérald Darmanin. Le député sortant annonce alors qu'il est candidat à sa réélection.

#### Onzième circonscription (Armentières)
| Candidat       | Candidat                  | Parti          | Premier tour | Premier tour | Second tour | Second tour |  |
| Candidat       | Candidat                  | Parti          | Voix         | %            | Voix        | %           |  |
| -------------- | ------------------------- | -------------- | ------------ | ------------ | ----------- | ----------- |  |
|                | Yves Durand sortant réélu | PS             | 18 766       | 39,49        | 25 420      | 58,11       |  |
|                | Thierry Pauchet           | NC (UMP)       | 12 563       | 26,44        | 18 321      | 41,89       |  |
|                | Nathalie Acs              | RBM (FN)       | 8 163        | 17,18        |             |             |  |
|                | Arnaud Marié              | FG (PCF) (GU)  | 3 438        | 7,23         |             |             |  |
|                | Lise Daleux               | EÉLV (MÉI)     | 1 797        | 3,78         |             |             |  |
|                | Yann Fournier             | CpF (MoDem)    | 1 151        | 2,42         |             |             |  |
|                | Camille Alapini           | PRV            | 480          | 1,01         |             |             |  |
|                | Priscilla Cherpin         | LT-LNÉ         | 465          | 0,98         |             |             |  |
|                | Fatima Abdellaoui         | LO             | 251          | 0,53         |             |             |  |
|                | Jean Vancomerbeke         | NPA            | 229          | 0,48         |             |             |  |
|                | Christophe Leroy          | AÉI            | 215          | 0,45         |             |             |  |
|                | David Bernardini          | AC             | 2            | 0,00         |             |             |  |
|                |                           |                |              |              |             |             |  |
| Inscrits       | Inscrits                  | Inscrits       | 90 402       | 100,00       | 90 403      | 100,00      |  |
| Abstentions    | Abstentions               | Abstentions    | 42 254       | 46,74        | 45 043      | 49,82       |  |
| Votants        | Votants                   | Votants        | 48 148       | 53,26        | 45 360      | 50,18       |  |
| Blancs et nuls | Blancs et nuls            | Blancs et nuls | 628          | 1,3          | 1 619       | 3,57        |  |
| Exprimés       | Exprimés                  | Exprimés       | 47 520       | 98,7         | 43 741      | 96,43       |  |

#### Douzième circonscription (Avesnes-sur-Helpe)
| Candidat       | Candidat                         | Parti          | Premier tour | Premier tour | Second tour | Second tour |  |
| Candidat       | Candidat                         | Parti          | Voix         | %            | Voix        | %           |  |
| -------------- | -------------------------------- | -------------- | ------------ | ------------ | ----------- | ----------- |  |
|                | Christian Bataille sortant réélu | PS             | 17 270       | 33,33        | 27 129      | 57,47       |  |
|                | Anne-Sophie Lévêque              | RBM (FN)       | 9 298        | 17,95        | 20 080      | 42,53       |  |
|                | Bernard Baudoux                  | FG (PCF)       | 7 953        | 15,35        |             |             |  |
|                | Joël Wilmotte                    | Divers droite  | 7 953        | 15,35        |             |             |  |
|                | Étienne Cauchy                   | NC (UMP, PRV)  | 6 898        | 13,31        |             |             |  |
|                | Laurent Bernier                  | EÉLV (MÉI)     | 810          | 1,56         |             |             |  |
|                | Serge Haquette                   | PDF            | 360          | 0,69         |             |             |  |
|                | Jean-Charles Cournut             | LO             | 357          | 0,69         |             |             |  |
|                | Aude Sacerdot                    | DLR            | 341          | 0,66         |             |             |  |
|                | Constance Le Gonidec             | LT-LNÉ         | 334          | 0,64         |             |             |  |
|                | David Joly                       | AÉI            | 234          | 0,45         |             |             |  |
|                |                                  |                |              |              |             |             |  |
| Inscrits       | Inscrits                         | Inscrits       | 93 685       | 100,00       | 93 678      | 100,00      |  |
| Abstentions    | Abstentions                      | Abstentions    | 40 958       | 43,72        | 42 661      | 45,54       |  |
| Votants        | Votants                          | Votants        | 52 727       | 56,28        | 51 017      | 54,46       |  |
| Blancs et nuls | Blancs et nuls                   | Blancs et nuls | 919          | 1,74         | 3 808       | 7,46        |  |
| Exprimés       | Exprimés                         | Exprimés       | 51 808       | 98,26        | 47 209      | 92,54       |  |

#### Treizième circonscription (Dunkerque-Ouest)
| Candidat       | Candidat                      | Parti          | Premier tour | Premier tour | Second tour | Second tour |  |
| Candidat       | Candidat                      | Parti          | Voix         | %            | Voix        | %           |  |
| -------------- | ----------------------------- | -------------- | ------------ | ------------ | ----------- | ----------- |  |
|                | Christian Hutin sortant réélu | MRC (PS)       | 22 564       | 47,87        | 28 874      | 64,73       |  |
|                | Philippe Eymery               | RBM (FN)       | 10 982       | 23,30        | 15 730      | 35,27       |  |
|                | François Rosseel              | UMP            | 7 034        | 14,92        |             |             |  |
|                | David Thiébaut                | FG (PCF)       | 2 236        | 4,74         |             |             |  |
|                | Marcel Lefevre                | EÉLV (MÉI)     | 1 295        | 2,75         |             |             |  |
|                | Pierre Yana                   | CpF (MoDem)    | 796          | 1,69         |             |             |  |
|                | Dominique Wailly              | LO             | 519          | 1,10         |             |             |  |
|                | Laurence Hernoult             | LT-LNÉ         | 506          | 1,07         |             |             |  |
|                | José Deswarte                 | NPA            | 401          | 0,85         |             |             |  |
|                | Bénamar Serbout               | PAS            | 288          | 0,61         |             |             |  |
|                | Cindy Bignardi                | ALT            | 214          | 0,45         |             |             |  |
|                | Samuel Bresse                 | AÉI            | 198          | 0,42         |             |             |  |
|                | Benjamin Bak                  | S&P            | 105          | 0,22         |             |             |  |
|                |                               |                |              |              |             |             |  |
| Inscrits       | Inscrits                      | Inscrits       | 90 528       | 100,00       | 90 529      | 100,00      |  |
| Abstentions    | Abstentions                   | Abstentions    | 42 226       | 46,64        | 43 326      | 47,86       |  |
| Votants        | Votants                       | Votants        | 48 302       | 53,36        | 47 203      | 52,14       |  |
| Blancs et nuls | Blancs et nuls                | Blancs et nuls | 1 164        | 2,41         | 2 599       | 5,51        |  |
| Exprimés       | Exprimés                      | Exprimés       | 47 138       | 97,59        | 44 604      | 94,49       |  |

#### Quatorzième circonscription (Dunkerque-Est)
| Candidat       | Candidat                         | Parti          | Premier tour | Premier tour | Second tour | Second tour |  |
| Candidat       | Candidat                         | Parti          | Voix         | %            | Voix        | %           |  |
| -------------- | -------------------------------- | -------------- | ------------ | ------------ | ----------- | ----------- |  |
|                | Jean-Pierre Decool sortant réélu | app. UMP       | 23 015       | 39,16        | 30 703      | 53,44       |  |
|                | Jean Schepman                    | PS             | 21 496       | 36,58        | 26 748      | 46,56       |  |
|                | Jean-François Vendeville         | RBM (FN)       | 9 949        | 16,93        |             |             |  |
|                | Delphine Castelli                | FG (PCF)       | 1 642        | 2,79         |             |             |  |
|                | José Szymaniak                   | EÉLV (MÉI)     | 1 368        | 2,33         |             |             |  |
|                | Martine Beuraert                 | CpF (MoDem)    | 673          | 1,15         |             |             |  |
|                | David Haillant                   | LO             | 362          | 0,62         |             |             |  |
|                | Claire Raimbault                 | NPA            | 265          | 0,45         |             |             |  |
|                |                                  |                |              |              |             |             |  |
| Inscrits       | Inscrits                         | Inscrits       | 98 801       | 100,00       | 98 795      | 100,00      |  |
| Abstentions    | Abstentions                      | Abstentions    | 39 023       | 39,5         | 39 480      | 39,96       |  |
| Votants        | Votants                          | Votants        | 59 778       | 60,5         | 59 315      | 60,04       |  |
| Blancs et nuls | Blancs et nuls                   | Blancs et nuls | 1 008        | 1,69         | 1 864       | 3,14        |  |
| Exprimés       | Exprimés                         | Exprimés       | 58 770       | 98,31        | 57 451      | 96,86       |  |

#### Quinzième circonscription (Hazebrouck)
| Candidat       | Candidat                     | Parti                         | Premier tour | Premier tour | Second tour | Second tour |  |
| Candidat       | Candidat                     | Parti                         | Voix         | %            | Voix        | %           |  |
| -------------- | ---------------------------- | ----------------------------- | ------------ | ------------ | ----------- | ----------- |  |
|                | Jean-Pierre Allossery élu    | PS                            | 21 526       | 37,77        | 28 361      | 52,13       |  |
|                | Jean-Pierre Bataille         | Divers droite                 | 10 734       | 18,84        | 26 043      | 47,87       |  |
|                | Françoise Hostalier sortante | PRV (UMP)                     | 10 543       | 18,50        |             |             |  |
|                | Pascal Prince                | RBM (FN)                      | 9 290        | 16,30        |             |             |  |
|                | Béatrice Veit-Torrez         | FG (PCF)                      | 2 067        | 3,63         |             |             |  |
|                | Thierry Willaey              | EÉLV (MÉI)                    | 1 597        | 2,80         |             |             |  |
|                | Jean-François Plouvier       | LT-LNÉ                        | 524          | 0,92         |             |             |  |
|                | Marie-France Claeyssen       | LO                            | 395          | 0,69         |             |             |  |
|                | Jean-Luc Hau                 | MPF                           | 222          | 0,39         |             |             |  |
|                | Matthieu Gueyraud            | Divers (Mouvement anti-radar) | 90           | 0,16         |             |             |  |
|                |                              |                               |              |              |             |             |  |
| Inscrits       | Inscrits                     | Inscrits                      | 95 223       | 100,00       | 95 226      | 100,00      |  |
| Abstentions    | Abstentions                  | Abstentions                   | 37 177       | 39,04        | 38 578      | 40,51       |  |
| Votants        | Votants                      | Votants                       | 58 046       | 60,96        | 56 648      | 59,49       |  |
| Blancs et nuls | Blancs et nuls               | Blancs et nuls                | 1 058        | 1,82         | 2 244       | 3,96        |  |
| Exprimés       | Exprimés                     | Exprimés                      | 56 988       | 98,18        | 54 404      | 96,04       |  |

#### Seizième circonscription (Aniche)
| Candidat       | Candidat                             | Parti                | Premier tour | Premier tour | Second tour | Second tour |  |
| Candidat       | Candidat                             | Parti                | Voix         | %            | Voix        | %           |  |
| -------------- | ------------------------------------ | -------------------- | ------------ | ------------ | ----------- | ----------- |  |
|                | Jean-Jacques Candelier sortant réélu | FG (PCF)             | 15 736       | 35,09        | 23 461      | 100,00      |  |
|                | Christian Entem                      | PS                   | 11 580       | 25,82        | Retrait     | Retrait     |  |
|                | Marie Bocquet                        | RBM (FN)             | 9 189        | 20,49        |             |             |  |
|                | Mireille Morelle                     | UMP (PRV)            | 6 123        | 13,65        |             |             |  |
|                | Laurent Desmons                      | CpF (MoDem)          | 840          | 1,87         |             |             |  |
|                | Adrien Hildebrandt                   | MÉI (EÉLV)           | 499          | 1,11         |             |             |  |
|                | Roger Marie                          | LO                   | 377          | 0,84         |             |             |  |
|                | Jacques Pollet                       | NPA                  | 235          | 0,52         |             |             |  |
|                | Vincent Harduin                      | AÉI (Union des gens) | 263          | 0,59         |             |             |  |
|                |                                      |                      |              |              |             |             |  |
| Inscrits       | Inscrits                             | Inscrits             | 83 611       | 100,00       | 83 611      | 100,00      |  |
| Abstentions    | Abstentions                          | Abstentions          | 38 001       | 45,45        | 53 106      | 63,52       |  |
| Votants        | Votants                              | Votants              | 45 610       | 54,55        | 30 505      | 36,48       |  |
| Blancs et nuls | Blancs et nuls                       | Blancs et nuls       | 768          | 1,68         | 7 044       | 23,09       |  |
| Exprimés       | Exprimés                             | Exprimés             | 44 842       | 98,32        | 23 461      | 76,91       |  |

#### Dix-septième circonscription (Douai)
| Candidat       | Candidat                 | Parti          | Premier tour | Premier tour | Second tour | Second tour |  |
| Candidat       | Candidat                 | Parti          | Voix         | %            | Voix        | %           |  |
| -------------- | ------------------------ | -------------- | ------------ | ------------ | ----------- | ----------- |  |
|                | Marc Dolez sortant réélu | FG (PG) (PCF)  | 12 404       | 30,84        | 19 763      | 100,00      |  |
|                | Monique Amghar           | PS             | 9 141        | 22,73        | Retrait     | Retrait     |  |
|                | Chantal Bojanek          | RBM (FN)       | 8 234        | 20,47        |             |             |  |
|                | Bruno Bufquin            | UMP (LGM)      | 8 212        | 20,42        |             |             |  |
|                | Bruno Vandeville         | CpF (MoDem)    | 1 154        | 2,87         |             |             |  |
|                | Lucile Wacheux           | EÉLV (MÉI)     | 756          | 1,88         |             |             |  |
|                | Florence L'Hostis        | LO             | 319          | 0,79         |             |             |  |
|                |                          |                |              |              |             |             |  |
| Inscrits       | Inscrits                 | Inscrits       | 75 067       | 100,00       | 75 067      | 100,00      |  |
| Abstentions    | Abstentions              | Abstentions    | 34 263       | 45,64        | 48 171      | 64,17       |  |
| Votants        | Votants                  | Votants        | 40 804       | 54,36        | 26 896      | 35,83       |  |
| Blancs et nuls | Blancs et nuls           | Blancs et nuls | 584          | 1,43         | 7 133       | 26,52       |  |
| Exprimés       | Exprimés                 | Exprimés       | 40 220       | 98,57        | 19 763      | 73,48       |  |

#### Dix-huitième circonscription (Cambrai)
| Candidat       | Candidat                              | Parti          | Premier tour | Premier tour | Second tour | Second tour |  |
| Candidat       | Candidat                              | Parti          | Voix         | %            | Voix        | %           |  |
| -------------- | ------------------------------------- | -------------- | ------------ | ------------ | ----------- | ----------- |  |
|                | François-Xavier Villain sortant réélu | DLR (UMP)      | 22 541       | 43,73        | 28 541      | 57,63       |  |
|                | Martine Filleul                       | PS             | 16 604       | 32,22        | 20 982      | 42,37       |  |
|                | Samuel Lenclud                        | RBM (FN)       | 7 635        | 14,81        |             |             |  |
|                | Brigitte Lefebvre                     | FG (PCF)       | 3 344        | 6,49         |             |             |  |
|                | Pierre Laperelle                      | EÉLV (MÉI)     | 892          | 1,73         |             |             |  |
|                | Agnès Risbec                          | LO             | 286          | 0,55         |             |             |  |
|                | Jean Konieczka                        | NPA            | 239          | 0,46         |             |             |  |
|                |                                       |                |              |              |             |             |  |
| Inscrits       | Inscrits                              | Inscrits       | 92 022       | 100,00       | 92 017      | 100,00      |  |
| Abstentions    | Abstentions                           | Abstentions    | 39 671       | 43,11        | 40 849      | 44,39       |  |
| Votants        | Votants                               | Votants        | 52 351       | 56,89        | 51 168      | 55,61       |  |
| Blancs et nuls | Blancs et nuls                        | Blancs et nuls | 810          | 1,55         | 1 645       | 3,21        |  |
| Exprimés       | Exprimés                              | Exprimés       | 51 541       | 98,45        | 49 523      | 96,79       |  |

#### Dix-neuvième circonscription (Denain)
| Candidat       | Candidat                       | Parti           | Premier tour | Premier tour | Second tour | Second tour |  |
| Candidat       | Candidat                       | Parti           | Voix         | %            | Voix        | %           |  |
| -------------- | ------------------------------ | --------------- | ------------ | ------------ | ----------- | ----------- |  |
|                | Anne-Lise Dufour-Tonini élue   | PS              | 13 756       | 32,84        | 19 873      | 100,00      |  |
|                | Michel Lefebvre                | FG (PCF)        | 10 137       | 24,20        | Retrait     | Retrait     |  |
|                | Catherine Rouvier              | RBM (SIEL) (FN) | 8 215        | 19,61        |             |             |  |
|                | Olivier Capron                 | UMP (RS)        | 6 185        | 14,76        |             |             |  |
|                | Marie-Claude Marchand sortante | diss. PS        | 1 067        | 2,55         |             |             |  |
|                | Serge Thomes                   | PDF             | 730          | 1,74         |             |             |  |
|                | Antonio Notarianni             | CpF (MoDem)     | 493          | 1,18         |             |             |  |
|                | Djemaï Drici                   | Divers          | 387          | 0,92         |             |             |  |
|                | Manuel Herbomel                | AÉI             | 361          | 0,86         |             |             |  |
|                | Jacky Boucot                   | LO              | 334          | 0,80         |             |             |  |
|                | Raymond Adams                  | NPA             | 225          | 0,54         |             |             |  |
|                |                                |                 |              |              |             |             |  |
| Inscrits       | Inscrits                       | Inscrits        | 79 055       | 100,00       | 79 055      | 100,00      |  |
| Abstentions    | Abstentions                    | Abstentions     | 36 398       | 46,04        | 52 329      | 66,19       |  |
| Votants        | Votants                        | Votants         | 42 657       | 53,96        | 26 726      | 33,81       |  |
| Blancs et nuls | Blancs et nuls                 | Blancs et nuls  | 767          | 1,8          | 6 853       | 25,64       |  |
| Exprimés       | Exprimés                       | Exprimés        | 41 890       | 98,2         | 19 873      | 74,36       |  |

#### Vingtième circonscription (Saint-Amand-les-Eaux)
| Candidat       | Candidat                    | Parti          | Premier tour | Premier tour | Second tour | Second tour |  |
| Candidat       | Candidat                    | Parti          | Voix         | %            | Voix        | %           |  |
| -------------- | --------------------------- | -------------- | ------------ | ------------ | ----------- | ----------- |  |
|                | Alain Bocquet sortant réélu | FG (PCF)       | 18 549       | 46,57        | 24 762      | 66,27       |  |
|                | Nathalie Betegnies          | RBM (FN)       | 8 654        | 21,73        | 12 606      | 33,73       |  |
|                | Monique Huon                | CPNT (UMP)     | 5 376        | 13,50        |             |             |  |
|                | Sébastien Urgu              | PS             | 4 946        | 12,42        |             |             |  |
|                | Gilles Waddington           | Divers droite  | 799          | 2,01         |             |             |  |
|                | Michel Hecquet              | MÉI (EÉLV)     | 503          | 1,26         |             |             |  |
|                | Dominique Boudrenghien      | PDF            | 431          | 1,08         |             |             |  |
|                | Catherine Leclercq          | AÉI            | 321          | 0,81         |             |             |  |
|                | Bruno Leclercq              | LO             | 255          | 0,64         |             |             |  |
|                |                             |                |              |              |             |             |  |
| Inscrits       | Inscrits                    | Inscrits       | 80 858       | 100,00       | 80 858      | 100,00      |  |
| Abstentions    | Abstentions                 | Abstentions    | 40 450       | 50,03        | 41 651      | 51,51       |  |
| Votants        | Votants                     | Votants        | 40 408       | 49,97        | 39 207      | 48,49       |  |
| Blancs et nuls | Blancs et nuls              | Blancs et nuls | 574          | 1,42         | 1 839       | 4,69        |  |
| Exprimés       | Exprimés                    | Exprimés       | 39 834       | 98,58        | 37 368      | 95,31       |  |

#### Vingt-et-unième circonscription (Valenciennes)
| Candidat                          | Candidat                        | Parti               | Premier tour | Premier tour | Second tour | Second tour |  |
| Candidat                          | Candidat                        | Parti               | Voix         | %            | Voix        | %           |  |
| --------------------------------- | ------------------------------- | ------------------- | ------------ | ------------ | ----------- | ----------- |  |
|                                   | Jean-Louis Borloo sortant réélu | PRV (UMP)           | 18 452       | 42,99        | 22 959      | 55,83       |  |
|                                   | Fabien Thiémé                   | FG (PCF)            | 10 445       | 24,33        | 18 166      | 44,17       |  |
|                                   | Sandrine Rousseau               | EÉLV (PS, PRG, MÉI) | 7 171        | 16,71        |             |             |  |
|                                   | Guy Cannie                      | RBM (FN)            | 6 045        | 14,08        |             |             |  |
|                                   | Éric Pecqueur                   | LO                  | 285          | 0,66         |             |             |  |
|                                   | Anne Wattel                     | NPA                 | 232          | 0,54         |             |             |  |
|                                   | Sylvain Damiani                 | Divers droite       | 175          | 0,41         |             |             |  |
|                                   | Yannick Hourdiau                | Pirate              | 117          | 0,27         |             |             |  |
|                                   |                                 |                     |              |              |             |             |  |
| Inscrits                          | Inscrits                        | Inscrits            | 81 075       | 100,00       | 81 076      | 100,00      |  |
| Abstentions                       | Abstentions                     | Abstentions         | 37 634       | 46,42        | 38 730      | 47,77       |  |
| Votants                           | Votants                         | Votants             | 43 441       | 53,58        | 42 346      | 52,23       |  |
| Blancs et nuls                    | Blancs et nuls                  | Blancs et nuls      | 519          | 1,19         | 1 221       | 2,88        |  |
| Exprimés                          | Exprimés                        | Exprimés            | 42 922       | 98,81        | 41 125      | 97,12       |  |
| Source : Ministère de l'Intérieur |                                 |                     |              |              |             |             |  |